# Syl Johnson
Syl Johnson, właśc. Sylvester Thompson (ur. 1 lipca 1936 w Holly Springs, zm. 6 lutego 2022 w Mableton) – amerykański muzyk, piosenkarz, bluesman i producent muzyczny.

## Dyskografia

### Albumy studyjne
- 1968: Dresses Too Short
- 1970: Is It Because I'm Black?
- 1973: Back for a Taste of Your Love
- 1974: Diamond in the Rough
- 1975: Total Explosion
- 1979: Uptown Shakedown
- 1982: Ms. Fine Brown Frame
- 1994: Back in the Game
- 1995: This Time Together by Father and Daughter (z Syleeną Johnson)
- 1995: Bridge to a Legacy
- 1999: Talkin' About Chicago
- 2000: Hands of Time
- 2002: Two Johnsons Are Better Than One (z Jimmym Johnsonem)